# Sittig von Knorr
Sittig von Knorr (* 1784; † 19. Januar 1847) war ein deutscher Soldat und Abgeordneter.
Sittig von Knorr war der Sohn des Abgeordneten der Reichsstände des Königreichs Westphalen, Anton Carl Philipp Christian von Knorr (1750–1826) aus dem thüringischen Adelsgeschlecht Knorr. Sittig von Knorr schlug die Militärlaufbahn ein und war zuletzt preußischer Oberstleutnant a. D. Sittig von Knorr war Herr auf Sollstedt und Breitenbich, 1837 Verwalter des Landratsamtes in Mühlhausen und 1839 Abgeordneter im Provinziallandtag der Provinz Sachsen.
Mit ihm starb das Adelsgeschlecht Knorr in männlicher Linie aus, da er mit seiner Frau Friederike von Laure nur zwei Töchter hatte. Die beiden Schwiegersöhne Wilhelm von Wintzingerode-Knorr und August von Hanstein-Knorr fügten daher in einer Namens- und Wappenvereinigung -Knorr ihren Namen hinzu. Beide Tochterlinien, Hanstein-Knorr und Wintzingerode-Knorr, sind durch die jeweiligen Mütter ihrer Stammväter (von Sittig von Knorrs beider Schwiegersöhne) ebenso Abkömmlinge des Landgrafen Wilhelm IX. von Hessen-Kassel und der Rosa Dorothea Ritter.
Seine Enkelin Sitta Freiin von Hanstein (* 1839) heiratete den Landrat Jonas von Rosen.